# Färnebo härads valkrets
Färnebo härads valkrets var i riksdagsvalen till andra kammaren 1866–1905 en egen valkrets med ett mandat. Valkretsen, som alltså motsvarade Färnebo härad, uppgick i riksdagsvalet 1908 i Östersysslets domsagas valkrets.

## Riksdagsmän
- Johan Janson (1867–1869)
- Jakob Fredrik Geijer, lmp (1870–1872)
- Axel Ros (1873–1875)
- Johan Jansson, c (1876–1883)
- Jonas Larsson (1884–vårsessionen 1887)
- Per Larsson, lmp (höstsessionen 1887 t.o.m. 1/7 1887)
- Carl Gustaf Bruce, gamla lmp (1/7 1887–1893)
- Janne Jansson, fr c 1895–1897 (1894–1899)
- Carl Jansson, lib s (1900–1908)

## Valresultat

### 1896
| Andrakammarvalet i Sverige 1896: Färnebo härads valkrets | Andrakammarvalet i Sverige 1896: Färnebo härads valkrets | Andrakammarvalet i Sverige 1896: Färnebo härads valkrets | Andrakammarvalet i Sverige 1896: Färnebo härads valkrets | Andrakammarvalet i Sverige 1896: Färnebo härads valkrets | Andrakammarvalet i Sverige 1896: Färnebo härads valkrets |
| Parti                                                    | Parti                                                    | Kandidat                                                 | Röster                                                   | %                                                        | ±                                                        |
| -------------------------------------------------------- | -------------------------------------------------------- | -------------------------------------------------------- | -------------------------------------------------------- | -------------------------------------------------------- | -------------------------------------------------------- |
|                                                          | Frihandelsvänliga centern                                | Janne Jansson                                            | 273                                                      | 63,2                                                     |                                                          |
|                                                          | Folkpartiet                                              | S.A. Lönnqvist i Gåsborn                                 | 159                                                      | 36,8                                                     |                                                          |
| Valdeltagande                                            | Valdeltagande                                            | Valdeltagande                                            | 435                                                      | 66,6                                                     |                                                          |

- 3 röster kasserades.

### 1899
| Andrakammarvalet i Sverige 1899: Färnebo härads valkrets | Andrakammarvalet i Sverige 1899: Färnebo härads valkrets | Andrakammarvalet i Sverige 1899: Färnebo härads valkrets | Andrakammarvalet i Sverige 1899: Färnebo härads valkrets | Andrakammarvalet i Sverige 1899: Färnebo härads valkrets | Andrakammarvalet i Sverige 1899: Färnebo härads valkrets |
| Parti                                                    | Parti                                                    | Kandidat                                                 | Röster                                                   | %                                                        | ±                                                        |
| -------------------------------------------------------- | -------------------------------------------------------- | -------------------------------------------------------- | -------------------------------------------------------- | -------------------------------------------------------- | -------------------------------------------------------- |
|                                                          | Liberala samlingspartiet                                 | Carl Jansson                                             | 314                                                      | 64,9                                                     |                                                          |
|                                                          | Lantmannapartiet                                         | A. Bergström i Bosjön                                    | 169                                                      | 34,9                                                     |                                                          |
|                                                          | Annat                                                    | Övriga kandidater                                        | 1                                                        | 0,2                                                      |                                                          |
| Valdeltagande                                            | Valdeltagande                                            | Valdeltagande                                            | 486                                                      | 66,2                                                     |                                                          |

Valet ägde rum den 26 augusti 1899. 2 röster kasserades.

### 1902
| Andrakammarvalet i Sverige 1902: Färnebo härads valkrets | Andrakammarvalet i Sverige 1902: Färnebo härads valkrets | Andrakammarvalet i Sverige 1902: Färnebo härads valkrets | Andrakammarvalet i Sverige 1902: Färnebo härads valkrets | Andrakammarvalet i Sverige 1902: Färnebo härads valkrets | Andrakammarvalet i Sverige 1902: Färnebo härads valkrets |
| Parti                                                    | Parti                                                    | Kandidat                                                 | Röster                                                   | %                                                        | ±                                                        |
| -------------------------------------------------------- | -------------------------------------------------------- | -------------------------------------------------------- | -------------------------------------------------------- | -------------------------------------------------------- | -------------------------------------------------------- |
|                                                          | Liberala samlingspartiet                                 | Carl Jansson                                             | 400                                                      | 88,1                                                     | +23,2                                                    |
|                                                          | Annat                                                    | C.P. Jansson i Edsbäcken                                 | 50                                                       | 11,0                                                     |                                                          |
|                                                          | Annat                                                    | Övriga kandidater                                        | 4                                                        | 0,9                                                      |                                                          |
| Valdeltagande                                            | Valdeltagande                                            | Valdeltagande                                            | 474                                                      | 46,4                                                     |                                                          |

Valet ägde rum den 7 september 1902. 20 röster kasserades.

### 1905
| Andrakammarvalet i Sverige 1905: Färnebo härads valkrets | Andrakammarvalet i Sverige 1905: Färnebo härads valkrets | Andrakammarvalet i Sverige 1905: Färnebo härads valkrets | Andrakammarvalet i Sverige 1905: Färnebo härads valkrets | Andrakammarvalet i Sverige 1905: Färnebo härads valkrets | Andrakammarvalet i Sverige 1905: Färnebo härads valkrets |
| Parti                                                    | Parti                                                    | Kandidat                                                 | Röster                                                   | %                                                        | ±                                                        |
| -------------------------------------------------------- | -------------------------------------------------------- | -------------------------------------------------------- | -------------------------------------------------------- | -------------------------------------------------------- | -------------------------------------------------------- |
|                                                          | Liberala samlingspartiet                                 | Carl Jansson                                             | 340                                                      | 88,5                                                     | +0,4                                                     |
|                                                          | Annat                                                    | Jonas Herlenius                                          | 43                                                       | 11,2                                                     |                                                          |
|                                                          | Annat                                                    | Övriga kandidater                                        | 1                                                        | 0,3                                                      |                                                          |
| Valdeltagande                                            | Valdeltagande                                            | Valdeltagande                                            | 520                                                      | 43,2                                                     |                                                          |

Valet ägde rum den 9 september 1905. 136 röster kasserades.